# بنته کویتلاند
بنته کویتلاند (نروژی: fengselsbetjent؛ زادهٔ ۲۳ ژوئن ۱۹۷۴) بازیکن فوتبال اهل نروژ بود.
وی به‌همراه تیم ملی فوتبال زنان نروژ در بازی‌های المپیک تابستانی ۲۰۰۰ به مقام قهرمانی دست پیدا کرده‌است.